# Jan Baptist Willem Camberlyn d'Amougies
Jan Baptist Willem Camberlyn (Gent, 19 juni 1772 - 15 april 1834) was een Zuid-Nederlands-Belgisch advocaat, rechter en dichter. 

## Levensloop
Jan Baptist Camberlyn was een telg uit het geslacht Camberlyn d'Amougies en een zoon van Egide Camberlyn, heer van Amougies, en van Anne-Jeanne de Graeve. Egide was pensionaris van de schepenen van de keure in Gent en vanaf 1782 raadsheer van de Raad van Vlaanderen.
Hij trouwde in 1826 met Elisabeth de Partz (1789-1829), dochter van de burggraaf van Kortrijk, Hyacinthe de Partz, en van Jeanne de Roest d'Alkemade.
Hij promoveerde tot licentiaat in de rechten en werd eerst advocaat en vanaf 1809 rechter bij de rechtbank van eerste aanleg in Gent. Toen de geallieerde troepen in 1813 de Zuidelijke Nederlanden bevrijdden van het Franse bewind, publiceerde hij, onder een schuilnaam, verschillende anti-Franse pamfletten, en droeg ze naar de commissaris van de geallieerden, die hem er voor bedankte.
Hij bleef als rechter aan onder het Verenigd Koninkrijk der Nederlanden. In 1816, onder Verenigd Koninkrijk der Nederlanden, werd hij, onder de naam Camberlyn d'Amougies erkend in de erfelijke adel en benoemd in de Ridderschap van de provincie Oost-Vlaanderen. In 1818 kreeg hij de titel ridder, overdraagbaar bij eerstgeboorte.
Na 1830 werd hij opnieuw in zijn ambt behouden, wat eerder uitzonderlijk was. Hij werd ook directeur van de Société royale des beaux-arts et de littérature de Gand. 
Uit zijn huwelijk had hij een enige zoon, Hyacinthe Camberlyn d'Amougies (1829-1890), die burgemeester van Pepingen werd. Die had een zoon, Fernand Camberlyn d'Amougies (1873-1935), ook burgemeester van Pepingen, met wie de mannelijke lijn van de Camberlyns uitdoofde.
Die zijn dochter Elisabeth (1894-1968) trouwde met de Oostkampse baron Jacques Peers de Nieuwburg en zijn dochter Françoise (1918-2011), laatste naamdrager, met de Ruddervoordse jonkheer Robert Pecsteen.

## Joseph Camberlyn
Jan Baptist (Jean-Baptiste) Camberlyn had ook een jongere broer, Joseph Camberlyn (1783-1861), kwartiermeester in de infanterie, die in 1818 in de erfelijke adel werd opgenomen en samen met Jan Baptist de titel ridder ontving. Hij bleef vrijgezel.

## Publicatie
- Miscellanea.

In dit werk werden een aantal van de Latijnse verzen gepubliceerd, die Camberlyn schreef en die gewijd waren aan de meest uiteenlopende onderwerpen, zoals de Gentse kruidentuin, koning Willem I, zijn echtgenote, zijn broer prins Frederik, koning Lodewijk XVIII, George IV van het Verenigd Koninkrijk, paus Leo XII, de gebroeders van Eyck enz. Prudens van Duyse schreef minder vleiend over zijn dichtkunst: doch deze poëet der koningen is de koning der poëten niet.